# I monti di vetro
I monti di vetro è una miniserie televisiva italiana del 1972, ispirata alla saga dei Fanes.
Venne replicato dalla Rai a settembre 1973.
Il regista Sergio Tau ha lavorato in teatro, al cinema e poi in Rai fino al 2007.

## Trama
Un fanciullo scende dalle montagne delle Dolomiti: appartiene alla tribù dei "Figli del Sole" ed è accompagnato da una cornacchia amica.
Il suo popolo non dà nulla in eredità ai figli, nemmeno il nome e lui quindi deve conquistarne uno.
Alla sua vicenda si intreccia quella della piccola Dolasilla, figlia del re dei Fanes, amici delle tenebre e nemici acerrimi dei "Figli del Sole".
Il genio maligno della montagna, Spina-de-Mul, impone al fanciullo il nome "Occhio della notte". 
Il fanciullo è scacciato dalla sua gente per via del nome, che lo condanna a rimanere lontano dai "Figli del Sole".
Oltre ai due ragazzi vi è un altro personaggio, "l'Uomo da un braccio solo" (l'altro è nascosto da uno scudo immenso ricavato da un albero secolare), che è un guerriero barbaro venuto da oltre i monti, con armi strane e potenti, e si è conquistato l'amicizia del re dei Fanes.
Nell'arco delle quattro puntate si sviluppa la vicenda di questi personaggi: divenuti adulti Occhio della notte e Dolasilla si innamorano e dovranno affrontare molte difficoltà.

## Produzione
Il film, realizzato interamente a colori, venne trasmesso in bianco e nero, e si avvalse della scenografia naturale delle Dolomiti, in particolare l'altopiano del Renon, il passo Sella, la forcella del Sassolungo, il Plan de Corones e altri luoghi.
La sigla Il cavaliere solo e senz'armi, testo di Sergio Tau musicato da Egisto Macchi, è cantata da Antonello Campodifiori